# Autoroute A-68 (Espagne)
Pour les articles homonymes, voir A68 et Ebre (homonymie).
L'autoroute A-68 appelée aussi Autovía del Ebro est une longue autoroute transversale est-ouest du nord de l'Espagne. Elle est en projet dans la majeure partie de son tracé excepté dans la province de Saragosse.
Elle suit le court de l'Ebre, double la N-232 (es), alors qu'elle est elle-même doublée par l'AP-68 qui relie Saragosse à Bilbao.
Elle reliera les villes de Miranda de Ebro à Vinaròs ou Tortosa sur la côte méditerranéenne, une fois les études terminées dans cette région.
L'A-68 doit désenclaver plusieurs régions, notamment la province de Teruel, et la ville d'Alcañiz avec son futur circuit F1.

## Les sections
L'autoroute A-68 est divisée en plusieurs sections en service ou en construction :
| Nom        | Section                           | État (2008)     |
| ---------- | --------------------------------- | --------------- |
| N-232 (es) | Contournement de Fuentes de Ebro  | En construction |
| N-232 (es) | Contournement de El Burgo de Ebro | En construction |
| A-68       | El Burgo de Ebro - Saragosse      | En service      |
| A-68       | Saragosse - Figueruelas           | En service      |
| A-68       | Cortes - Buñuel                   | En service      |
| A-68       | Tudela - Castejón                 | En service      |

## Tracé
- Au départ de Miranda de Ebro, l'A-68 va suivre le cours de l'Ebre en parallèle à la N-232 (es) et l'AP-68 en desservant Logroño et les communes de La Rioja (absorbée par la LO-20 durant la traversée de l'agglomération).
- À hauteur de Castejón (tronçon en construction) elle se détache de l'AP-15 venant de Pampelune et poursuit son chemin vers l'est en contournant Tudela par le sud jusqu'à Cortes où elle va croiser les futures autoroutes aragonaises ARA-A1, ARA-A2 (es) et ARA-A3 (es).
- Après près de 30 km, l'A-68 arrive dans l'aire métropolitaine de Saragosse en desservant les communes de la banlieue ouest (Figueruelas...) avant de devenir la Z-32 qui va la connecter à l'AP-68 afin de s'insérer à la rocade de Saragosse (Z-40).
- Après la traversée de l'agglomération, l'autovia revient en desservant la banlieue est de la province (Fuentes de Ebro, El Burgo de Ebro...) en parallèle à l'AP-2 (Saragosse - Barcelone)
- Elle va suivre le tracé de la N-232 (es) en s'éloignant de l'AP-2 en direction de la province de Teruel pour desservir Alcañiz et son futur circuit F1 (le 3e en Espagne) qui devrait accueillir les plus grandes compétitions.
- La dernière section est encore en concertation sur son tracé pour faire parvenir l'autoroute à la côte soit par Tortosa (C-42) soit par Vinaròs (AP-7).

## Sorties
De Miranda de Ebro à Saragosse Ouest
| Sorties | Villes                                                                              | Routes        |
| ------- | ----------------------------------------------------------------------------------- | ------------- |
|         | Section en projet Miranda de Ebro - Castejon                                        | A-68          |
|         | Pampelune Bilbao - Saragosse AP-68 Alfaro - Miranda de Ebro                         | AP-15 N-232   |
| 02      | Zone Industrielle Montes de Cierzo                                                  |               |
| 03      | Zone Industrielle de Tudela - Zone Industrielle de Las Labradas Tudela Nord         |               |
| 04      | Tudela Ouest                                                                        | NA-160        |
| 05      | Tudela Sud - Tarazona                                                               | N-121C        |
| 06      | Tudela Est - Fontellas Ejea de los Caballeros                                       | NA-134 NA-125 |
| 07      | El Bocal                                                                            |               |
| 08      | Ablita - Ribaforada                                                                 |               |
| 09      | Bunuel - Zone Industrielle de Bunuel                                                |               |
| 11      | Cortes                                                                              | N-232         |
|         | Mallén - Saragosse                                                                  | N-232         |
|         | Section en projet Mallen - Figueruelas                                              | A-68          |
|         | Figueruelas - Saragosse                                                             | A-68          |
| 15      | Figueruelas Ouest                                                                   |               |
| 16      | Figueruelas Est                                                                     |               |
| 17      | Zone Industrielle El Padrillo                                                       | A-122         |
| 18      | Logroño - Bilbao Saragosse                                                          | AP-68         |
| 19      | Alagon Sud                                                                          | A-126         |
| 20      | Alagon Ouest                                                                        |               |
| 21      | Pinseque                                                                            |               |
| 22      | Marlofa - La Joyosa                                                                 |               |
| 23      | Casetas Ouest                                                                       | N-232a        |
| 24      | Casetas Est                                                                         | N-232a        |
|         | Zones Industrielles Las Ventas Europa Europa II Portazgo Saragosse Ouest AP-68 Z-40 | Z-32          |

De Saragosse Est à Vinaròs ou Tortosa
| Sorties | Villes                                                                                  | Routes |
| ------- | --------------------------------------------------------------------------------------- | ------ |
|         | Saragosse-Avenida de Cesareo Alierta                                                    | Z-30   |
|         | Saragosse Barcelone - Lleida AP-2 Huesca - Teruel - Sagonte A-23 Madrid - Calatayud A-2 | Z-40   |
| 29      | Zone Industrielle San Velaro La Union                                                   |        |
| 30      | Cartuja Baja - Zone Industrielle Insider                                                |        |
| 31      | Torrecilla de Valmadrid                                                                 |        |
|         | El Burgo de Ebro                                                                        | N-232  |
|         | Section en construction El Burgo de Ebro - Fuentes de Ebro                              | A-68   |
|         | Section en projet Fuentes de Ebro - Vinaròs ou Tortosa                                  | A-68   |